# Zalaapáti
Zalaapáti község Zala vármegyében, a Keszthelyi járásban.

## Fekvése
Zalaapáti a Zalai-dombság keleti felén, a Zala völgyének nyugati részén terül el. Korábban különálló településrésze volt Zalahosszúfalu, amely mára a központjával szinte teljesen összenőtt és a település északi részét képezi.
A közvetlenül határos települések: észak felől Bókaháza, északkelet felől Szentgyörgyvár, délkelet felől Sármellék, dél felől Esztergályhorváti, délnyugat felől Zalaszentmárton, nyugat felől Pacsa, északnyugat felől pedig Szentpéterúr és Gétye.

### Megközelítése
Legfontosabb közúti megközelítési útvonala a 75-ös főút, mely kelet-nyugati irányban keresztülhalad a belterületének déli részén. A főutat itt keresztezi a Galambok–Zalaszentgrót közti mellékút, mely Galamboktól idáig a 7522-es, innen Zalabérig a 7352-es útszámozást viseli.
Keszthely irányából kiválóan megközelíthető autóbusszal, de Lenti, Nagykanizsa, Zalaszentgrót és Zalaegerszeg is könnyen elérhető.

## Története
Zalaapáti első említése egy hamisított oklevélen 1024-ből való, amelyen az apátság megszerezte a települést. Első hiteles említése 1273-as, amikor a helyi apátság a zalavári bencés apátság birtokában volt. A középkorban komolyabb település nem fejlődött az apátság mellett, de a török időkben az is elpusztult. A 18. század elején indult lassú újratelepedése.
1715-ben a göttweigi bencésekhez került mind a zalavári, mind a zalaapáti apátság. Ők tették apátsági székhellyé Zalaapátit, így megindítva a környező település fejlődését is. A 19. században fejlődése fokozódott, és jelentős méretű községgé nőtte ki magát a korábbi aprófalu.
1895-ben épült meg a falut is érintő Zalaszentgrót–Balatonszentgyörgy-vasútvonal, ahol 1974-ben megszűnt a forgalom.
1925-ben hozzácsatolták a szomszédos Zalahosszúfalu községet.
1945-ben az apátságot felszámolták. A falu elvesztette korábbi jelentőségét, és az elvándorlás is jellemzővé vált.
2015-ben bevezettek egy sávosan progresszív ebadót, aminek a célja a helyi kutyamenhely távozásra bírása.
A településen polgárőrség működik.

## Közélete

### Polgármesterei
- 1990–1994: Farkas Ernő (független)[6]
- 1994–1998: Farkas Ernő (független)[7]
- 1998–2002: Farkas Ernő (független)[8]
- 2002–2006: Vincze Tibor (független)[9]
- 2006–2010: Vincze Tibor (független)[10]
- 2010–2014: Vincze Tibor (független)[11]
- 2014–2019: Vincze Tibor (független)[12]
- 2019–2024: Vincze Tibor (független)[13]
- 2024– : Fehér Csaba (független)[1]

## Népesség
A település népességének változása:
| Lakosok száma | 1654 | 1690 | 1671 | 1601 | 1608 | 1626 | 1659 |
|               | 2013 | 2014 | 2015 | 2021 | 2022 | 2023 | 2024 |

A 2011-es népszámlálás idején a nemzetiségi megoszlás a következő volt: magyar 92,3%, cigány 3,67%, német 2,68%, román 0,5%. A lakosok 65,1%-a római katolikusnak, 1,65% reformátusnak, 0,5% evangélikusnak, 8% felekezeten kívülinek vallotta magát (24,4% nem nyilatkozott).
2022-ben a lakosság 88,1%-a vallotta magát magyarnak, 2,9% németnek, 1,2% cigánynak, 0,1-0,1% szerbnek, lengyelnek, örménynek, bolgárnak, ukránnak, szlovénnek, románnak és ruszinnak, 1,6% egyéb, nem hazai nemzetiségűnek (10,3% nem nyilatkozott; a kettős identitások miatt a végösszeg nagyobb lehet 100%-nál). Vallásuk szerint 47,7% volt római katolikus, 2,7% református, 0,6% evangélikus, 0,2% görög katolikus, 0,1% izraelita, 2,1% egyéb keresztény, 0,6% egyéb katolikus, 7,3% felekezeten kívüli (38,6% nem válaszolt).

## Híres személyek
- Itt született 1839-ben Kránitz János altábornagy.
- Itt hunyt el 1930-ban Rózsa Vitál János (1857-1930) bencés rendi áldozópap és főgimnáziumi tanár.

## Régi mondások, falucsúfolók a településről
- Sorba megy, mint az apáti bíróság. [A mondás eredete már nem ismert.][16]

## Nevezetességei
- Apátság épülete
- Római katolikus templom
- Szentkirályi-kúria - Épült 1796-ban.

## Érdekességek
- Ezen a településen lett feladva az az ötöslottó szelvény, amellyel egyedüliként 2010. július 6-án 3 milliárd 177 millió forintot nyert az illető.[17]

## Külső hivatkozások
- Zalaapáti az utazom.com honlapján
- Zalaapáti a www.utikonyvem.hu oldalon